# Sean Price
Sean Price, a właściwie Sean Du-Val Price (ur. 17 marca 1972 w Nowym Jorku, zm. 8 sierpnia 2015 tamże) – amerykański raper, były członek kolektywu Boot Camp Clik oraz duetu Heltah Skeltah. Przyczyną zgonu była nagła śmierć sercowa.

## Dyskografia
- Monkey Barz (2005)
- Jesus Price Supastar (2007)
- Random Axe (oraz Guilty Simpson & Black Milk jako Random Axe) (2011)
- Mic Tyson (2012)
- Imperius Rex (2017)